# Ulrich Furbach
Ulrich Furbach (* 1948) ist ein deutscher Informatiker und Professor für Informatik an der Universität Koblenz-Landau.

## Leben
Furbach studierte an der TU München und promovierte an der Universität der Bundeswehr München über  Transformationsregeln und nichtdeterministische rekursive Funktionsdefinitionen. Dann habilitierte er sich an der TU München über Funktionen der Hornklausellogik und leitete dort von 1987 bis 1990 die Arbeitsgruppe Automated Reasoning. 1990 erhielt er einen Ruf als Universitätsprofessor in Koblenz.
Furbach war Präsident der CADE Inc, Mitglied im Board der ECCAI und Sprecher im Fachbereich KI der GI e.V. Er ist ECCAI- und GI-Fellow und Gründer und Gesellschafter der wizAI solutions GmbH.

## Forschung und Lehre
Zu einem Schwerpunkt seiner Forschung zählt die Künstliche Intelligenz; seine Forschungsinteressen beinhalten Automatisches Beweisen, Wissensmanagement, Multi-Agenten-Systeme und Kognitionswissenschaften.

## Trivia
Mit seiner Partnerin Ulrike Barthelmeß schreibt er über KI-Themen. Furbach arbeitet auch als Yoga-Lehrer nach der Marma-Yoga Methode von Rocque Lobo.